# Capnia hamifera
Capnia hamifera is een steenvlieg uit de familie Capniidae. De wetenschappelijke naam van de soort is voor het eerst geldig gepubliceerd in 1969 door Zhiltzova.